# إسحاق فوسيوس
إسحاق فوسيوس (1618 في لايدن – 21 فبراير 1689 في ونزر، باركشير ) هو باحث هولندي ومُجمِّع للمخطوطات.

## حياته
هو ابن عالم الإنسانيات جيرهارد يوهان فوسيوس. كان لدى إسحاق أفضل مكتبة خاصة في العالم، اشتُهر عنه أنه رفض أداء طقوس الأسرار المقدسة على فراش الموت.
نشأ في أسرة علمية، وتعلم اليونانية القديمة واللغة العربية في سن مبكرة. وفي عام 1641 قام بجولة أوروبية زار فيها إنجلترا وفرنسا وإيطاليا (ولا سيما فلورنسا)، وتعرف على علماء كبار أمثال جيمس أوشر وهوغو غروتيوس، ثم كرس حياته لجمع المخطوطات والكتب، وعاد إلى أمستردام عام 1644 وتولي منصب أمين مكتبة المدينة.
في عام 1648 ذهب إلى السويد، حيث استدعته الملكة كريستينا لتولي منصب أمين مكتبة المحكمة، ورافقه كورنيليوس توليوس. وهناك قام بإثراء المكتبة التي أسسها غوستاف الثاني أدولف. توفى والده في عام 1650، فعاد لفترة وجيزة إلى أمستردام للإشراف على شحن مكتبة والده إلى ستوكهولم. قرر أن يغادر السويد عام 1654، وبعد أن تنازلت كريستينا عن اعتناقها للكاثوليكية، تبعها إلى بروكسل، وفي عام 1664 تم انتخابه زميلًا للجمعية الملكية في لندن.
ذهب فوسيوس إلى إنجلترا في عام 1670، وحصل على شهادة في القانون المدني من أكسفورد، وأصبح قانونيًا مُقيمًا في وندسور في عام 1673، وهو منصب احتفظ به حتى عام 1688، ثم تحولت اهتماماته إلى الرياضيات والتاريخ الطبيعي.
بعد وفاته باع ورثته مكتبته وكتبه ومخطوطاته إلى جامعة لايدن.